# Sabarmati-Aschram

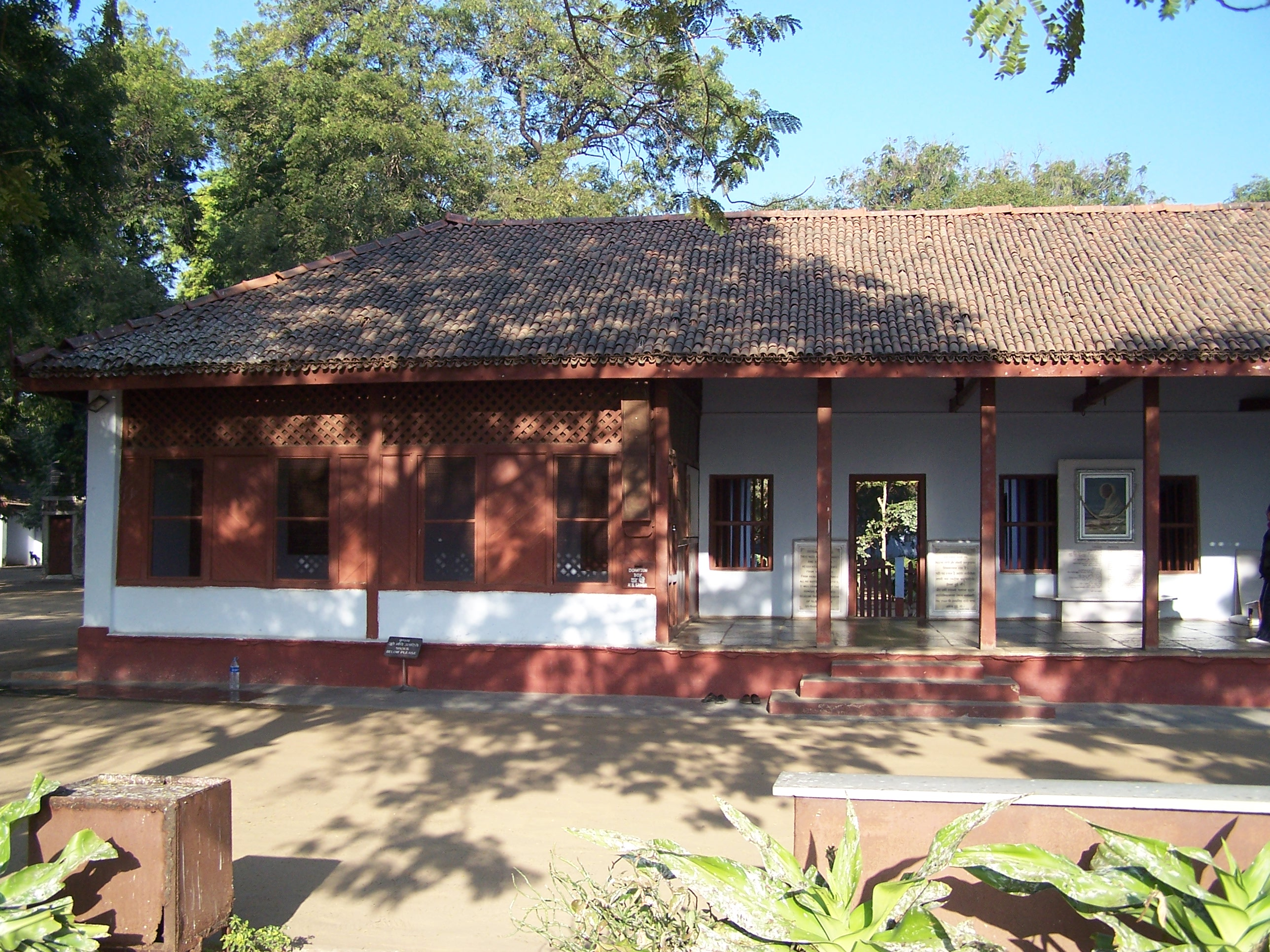
Sabarmati-Aschram

Der Sabarmati-Aschram (Gujarati સાબરમતી આશ્રમ, auch Harijan-Aschram genannt; Sabarmati Ashram, engl. Eigenname) liegt in Indien, im Nordwesten der Stadt Ahmedabad, der damaligen Hauptstadt Gujarats am Fluss Sabarmati.
In diesem von ihm gegründeten Aschram lebte Mahatma Gandhi von 1918 bis 1930 und lenkte den gewaltlosen Widerstand „Satyagraha“ gegen die britische Besatzung. Viele nationale und internationale Persönlichkeiten kamen hierher, um Gandhi zu treffen.
Sein ehemaliges Wohnhaus wurde zum Museum ‚Gandhi Smarak Sangrahalay‘ umgebaut. Im Zimmer Gandhis sind sein Spinnrad, die „Satyagraha-Tafel“ und andere Utensilien zu sehen.
Außerdem gibt es eine umfangreiche Bibliothek, eine Bildergalerie und die illustrierte Lebensgeschichte des pazifistischen Staatsmannes.

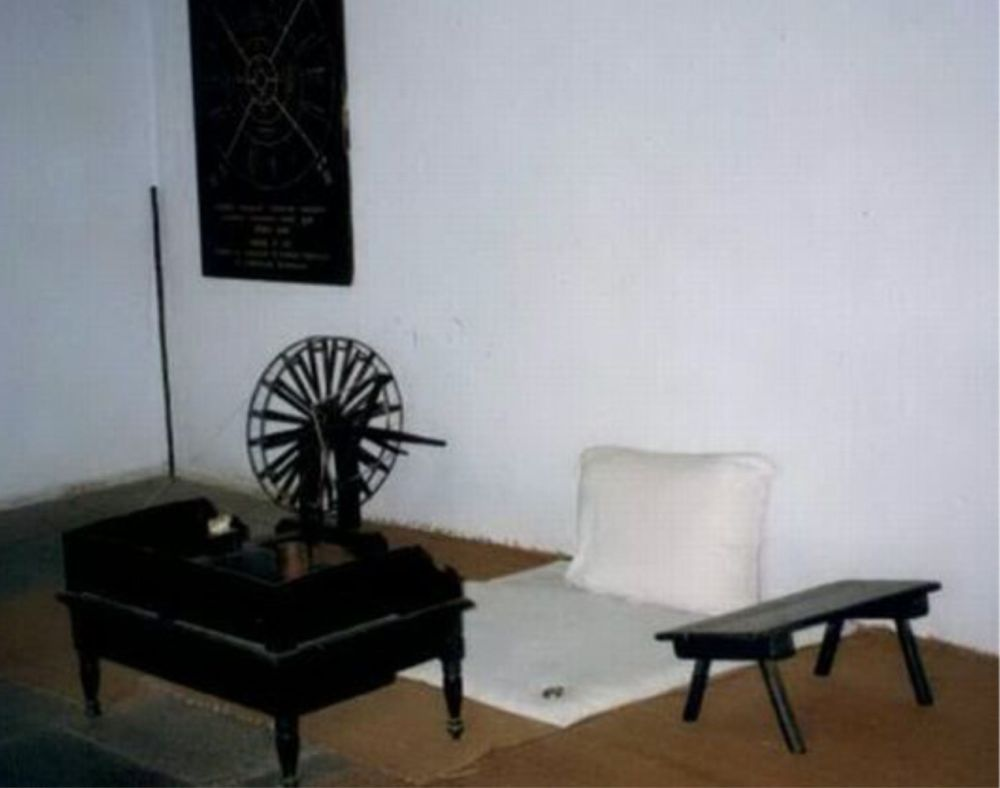
Gandhis Zimmer im Sabarmati-Aschram
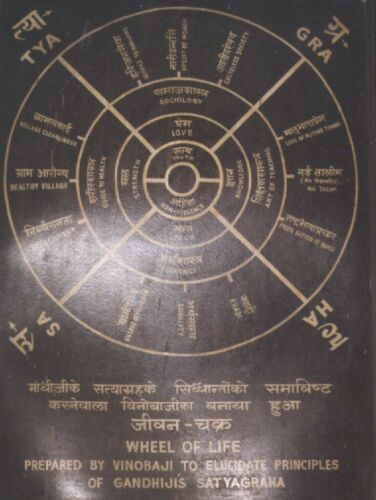
Satyagraha-Tafel in Gandhis Zimmer

## Gandhis Wohnsitze davor und danach
- Mani Bhavan, Mumbai
- Wardha (Maharashtra), Aschram Sevagram